# Samowolne użycie cudzej rzeczy ruchomej
Samowolne użycie cudzej rzeczy ruchomej – wykroczenie polegające na posłużeniu się cudzą rzeczą ruchomą bez zgody osoby uprawnionej. Działaniu sprawcy nie towarzyszy jednak zamiar przywłaszczenia rzeczy; może natomiast, ale nie musi, występować element jej zaboru.
Osobą zdatną do popełnienia czynu jest ten, kto uzyskał od uprawnionego władztwo nad rzeczą, niepołączone jednak z prawem do jej używania. Przykładem może być oddanie samochodu do warsztatu celem naprawy, albo powierzenie telefonu komórkowego na przechowanie. Samowolnym użyciem rzeczy będzie wówczas odpowiednio: odbycie przez właściciela lub pracownika warsztatu jazdy autem w celu niezwiązanym z jego naprawą oraz wykonywanie połączeń z powierzonego telefonu. Konieczne jest, by działanie sprawcy nosiło znamię krótkotrwałości, przez co w orzecznictwie rozumie się zachowanie trwające najwyżej kilka godzin. Dłuższe korzystanie z rzeczy może uzasadniać bowiem przypisanie sprawcy zamiaru jej przywłaszczenia i tym samym surowszą jego odpowiedzialność za wykroczenie lub przestępstwo przywłaszczenia.
Samowolne użycie cudzej rzeczy ruchomej pozostaje zawsze wykroczeniem niezależnie od wartości rzeczy.
Kwalifikowaną postacią samowolnego użycia cudzej rzeczy ruchomej jest przestępstwo zaboru pojazdu mechanicznego w celu krótkotrwałego użycia.